# Селимов, Сойенчназар Нурназарович
Сойенчназар Нурназарович Селимов (туркм. Soýençnazar Selimow; род. 1983, Ашхабад) — туркменский государственный деятель. Министр строительства и архитектуры Туркменистана (с 2018).

## Биография
В 2004 году окончил Туркменский политехнический институт по специальности «инженер-электрик».
2000—2004 — сотрудник отдела культуры хякимлика Рухабатского этрапа города Ашхабада.
2004—2006 — специалист в различных учреждениях энергетического комплекса Туркменистана.
2006—2015 — специалист управления архитектуры и градостроительства хякимлика города Ашхабада.
2015—2017 — заместитель хякима Арчабилского этрапа города Ашхабада.
Хяким Беркарарлыкского этрапа города Ашхабада (21 июня 2017 — 5 октября 2017).
Заместитель министра строительства и архитектуры Туркменистана, временно исполняющий обязанности министра строительства и архитектуры Туркменистана (5 октября 2017 — 26 января 2018).
Министр строительства и архитектуры Туркменистана (с 26 января 2018).